# Флаг Подгоренского городского поселения
Флаг муниципального образования «Подго́ренское городское поселение» Подгоренского муниципального района Воронежской области Российской Федерации — опознавательно-правовой знак, служащий официальным символом муниципального образования.
Флаг утверждён 20 декабря 2011 года решением Совета народных депутатов Подгоренского городского поселения № 114 и внесён в Государственный геральдический регистр Российской Федерации с присвоением регистрационного номера 7553.

## Описание
«Прямоугольное красное полотнище с отношением ширины к длине 2:3, с тремя выходящими золотыми столбами, несущее вдоль нижнего края зелёную волнистую полосу в 2/9 ширины полотнища с пятью золотыми головками колосьев. Вплотную к полосе и древку изображена белая каменистая гора с пурпурной пещерой, в коей виден жёлтый колокол».

## Обоснование символики
Слобода Подгорное была основана на речке Сухая Россошь в начале XVIII века. Первые хатки появились вблизи отрогов меловых круч — «под горою». В 1868 году здесь была построена каменная с колокольней церковь Успенской Божьей Матери. В изображении флага это отражено церковным колоколом. Колокол — символ «духовного начала».
Серебряная (белая) гора символизирует совершенство, чистоту реки Сухая Россошь, уникальное месторождение мергеля (смеси известняка и глины, приготовленной самой природой). Промышленный потенциал городского поселения представляют следующие предприятия:
— ЗАО «Подгоренский цементник» — градообразующее предприятие, которое во многом способствовало экономическому развитию Подгоренского района;
— ЗАО «Подгоренский ЗСМ» имеет свой меловой карьер. Местное сырье позволяет производить мел, который пользуется спросом далеко за пределами района и области;
— ОАО «Подгоренский кирпич».
В изображении флага это отражено тремя золотыми столбами.
На данный момент Подгоренское городское поселение представляет собой муниципальное образование, которое включает в себя 5 населённых пунктов: посёлок городского типа Подгоренский; слобода Подгорное; хутор Луговой; хутор Голубин; хутор Щедрин. Главная сельскохозяйственная культура — пшеница. Это отражено пятью золотыми колосьями на зелёном поле. Золото — символ прочности, интеллекта, богатства, уважения, цвет зрелого колоса. Зелёное поле отражает природу, символизирует весну, надежду, жизнь, самоотверженность тружеников села, отдающих свои силы процветанию и приумножению сельскохозяйственных богатств плодородной земли.
Во время Великой Отечественной войны Подгорное было подвергнуто вражеской оккупации. В результате Острогожско-Россошанской наступательной операции, которая началась 13 января 1943 года, Подгоренский район и районный центр были освобождены от немецких захватчиков. Красный цвет символизирует энергию, жизнеутверждающую силу, победу и является напоминанием о мужестве и храбрости бойцов, с честью защитивших свою землю от немецко-фашистских захватчиков.